# أنطون ألكسيف
أنطون ألكسيف (بالروسية: Алексеев, Антон Сергеевич)‏ هو لاعب كرة قدم أوكراني وروسي في مركز حراسة المرمى، ولد في 31 مارس 1984 في خاركيف في أوكرانيا. لعب مع سبارتاك موسكو ونادي كراسنودار.